# Kraschwitz
Kraschwitz ist ein Ortsteil von Nobitz im thüringischen Landkreis Altenburger Land. Er wurde 1922 nach Wilchwitz eingemeindet und kam mit dieser Gemeinde am 6. Mai 1993 zur Gemeinde Nobitz.

## Geografie
Kraschwitz ist der nördlichste Ortsteil der Gemeinde Nobitz. Er liegt am östlichen Ufer der Pleißenaue zwischen Altenburg im Westen und unweit der Landesgrenze zu Sachsen im Osten.

## Geschichte
Erstmalige urkundliche Erwähnung als Nicraswiz im Bosauer Zehntregister ist 1181 und später noch einmal 1214 mit der Lagebeschreibung an der unteren Aue unterhalb des Dorfes Wilchwitz. 1307 vertauschten die Burggrafen von Altenburg ihre Besitzungen in Kraschwitz an den Deutschen Orden zu Altenburg. Um 1445 wurde die Einwohnerzahl mit dreizehn sesshaften Bauernfamilien sowie den Bewohnern eines Vorwerkes genannt.
Kraschwitz gehörte später zum wettinischen Amt Altenburg welches ab dem 16. Jahrhundert aufgrund mehrerer Teilungen im Lauf seines Bestehens unter der Hoheit folgender Ernestinischer Herzogtümer stand: Herzogtum Sachsen (1554 bis 1572), Herzogtum Sachsen-Weimar (1572 bis 1603), Herzogtum Sachsen-Altenburg (1603 bis 1672), Herzogtum Sachsen-Gotha-Altenburg (1672 bis 1826). Bei der Neuordnung der ernestinischen Herzogtümer im Jahr 1826 kam der Ort wiederum zum Herzogtum Sachsen-Altenburg. Nach der Verwaltungsreform im Herzogtum gehörte er bezüglich der Verwaltung zum Ostkreis (bis 1900) bzw. zum Landratsamt Altenburg (ab 1900). Kraschwitz gehörte ab 1918 zum Freistaat Sachsen-Altenburg, der 1920 im Land Thüringen aufging. 
Seit 1922 gehörte der Ort zum Landkreis Altenburg. Am 1. Oktober 1922 wurde Kraschwitz nach Wilchwitz eingemeindet. Diese beiden Orte bildeten früher eine sorbische Dorfanlage. Bei der zweiten Kreisreform in der DDR wurden 1952 die bestehenden Länder aufgelöst und die Landkreise neu zugeschnitten. Somit kam Kraschwitz als Ortsteil von Wilchwitz mit dem Kreis Altenburg an den Bezirk Leipzig, der seit 1990 als Landkreis Altenburg zu Thüringen gehörte und 1994 im Landkreis Altenburger Land aufging. Mit der Eingliederung der Gemeinde Wilchwitz in die Gemeinde Nobitz wurde Kraschwitz am 6. Mai 1993 ein Ortsteil von Nobitz.

## Baukunst

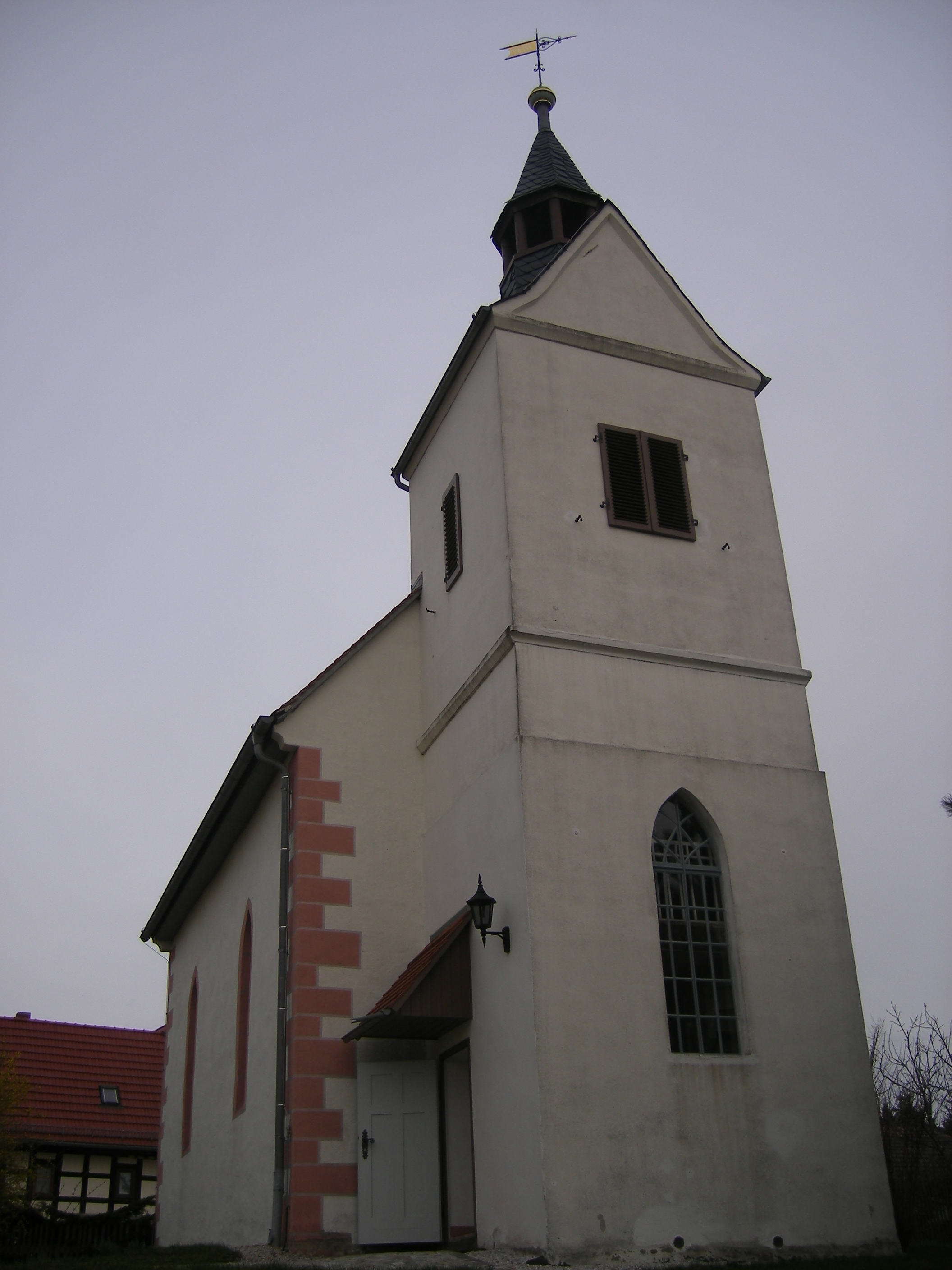
Die Kirche von Nordwesten aus gesehen.

Wie in den meisten Orten im Altenburger Land sind in Kraschwitz gut erhaltene Vierseithöfe anzutreffen, zudem kommen teilweise noch Häuser, die seit mehreren Jahrhundertwenden stehen. Wobei hier die vorherrschende Gebäudebauart massiv ist, es gibt nur einige wenige Holzfachwerkbauten.
Durch wiederholte Feuerbrünste im Laufe der Jahrhunderte hat sich der alte Dorfkomplex teilweise verändert. So kam es 1812 zu einem schweren Brand in der Kirche, die den Dorfmittelpunkt darstellt. Jedoch wurde sie noch im gleichen Jahr restauriert. Zudem wurden 1818 zwei neue Glocken eingesetzt. Der Ort beschloss bereits 1837 aufgrund der bereits jetzt akuten Baufälligkeit der Kirche eine umfassende Sanierung. So bekam sie einen helleren Anstrich, wodurch sie freundlicher wirkte, außerdem wurde eine Vorhalle angebaut, die das gesamte Gebäude geräumiger werden ließ. Ein Zimmermeister namens Voretzsch aus Altenburg spendierte der Kirche ein auf dem Dach stehendes Türmchen. Nach der Wende kam es zur schrittweisen Erneuerung und so wurde sie am 4. Mai 2003 mit einem Gottesdienst wiedereröffnet.

## Veranstaltungen
Jährliche Veranstaltungen ziehen viele Gäste aus dem Altenburger Land, ganz Thüringen, aber auch Sachsen an.
Beispiele hierfür sind der Tag des offenen Denkmals oder Das Dorf lebt. Besucher können die Altenburger Bauerntradition hautnah miterleben. Die Kraschwitzer Bewohner übernehmen zu solchen Anlässen selbst die Darstellerrolle.